# Orna Kupferman

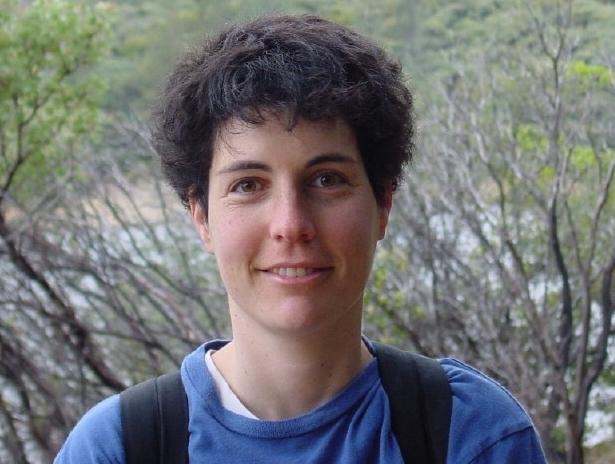
Orna Kupferman, 2015

Orna Kupferman (hebräisch אורנה קופרמן; * vor 1986 in Cholon, Israel) ist eine israelische Informatikerin. Sie ist Professorin an der Hebräischen Universität Jerusalem.

## Leben
Kupferman diente von 1986 bis 1988 bei den israelischen Verteidigungsstreitkräften.
Ihre Promotion erlangte sie 1995 am Technion bei Orna Grumberg über Model Checking for Branching-Time Temporal Logics. Anschließend war sie 1996 für die Bell Laboratories und von 1997 bis 1998 als Postdoc an der Universität Berkeley tätig.
1998 wurde sie zum Senior Lecturer an der Hebräischen Universität Jerusalem ernannt. Von 2005 bis 2007 leitete sie das dortige Institut für Informatik. 2008 wurde sie dann zur Professorin berufen. Sie war von 2012 an Vizerektorin der Universität.
Kupferman war Chefredakteurin der Fachzeitschrift ACM Transactions on Computational Logic. Außerdem betätigte sie sich im redaktionellen Beirat von Formal Methods in System Design und Logical Methods in Computer Science.
Seit 2016 ist sie Mitglied der Academia Europaea.

## Forschung
Kupfermans Forschungsschwerpunkt sind die theoretischen Grundlagen der formalen Verifikation und des Aufbaus von Computersystemen. Insbesondere beschäftigt sie sich mit Automaten, temporaler Logik, quantitativer Analyse, Leere und Abdeckung.
Für das Projekt From correct to high-quality reactive systems erhielt sie eine Starting-Grant-Förderung des Europäischen Forschungsrats. Ihre Forschung zu Theoretical Foundations of Advanced Synthesis wird mit einem Advanced Grant gefördert.

## Ausgewählte Publikationen
- Mit Rajeev Alur und Thomas Henzinger: Alternating-time temporal logic. In: Journal of the ACM Volume 49, No. 5. 2002.
- Mit Moshe Y. Vardi und Pierre Wolper: An automata-theoretic approach to branching-time model checking. In: Journal of the ACM Volume 47, No. 2. 2000.
- Mit Moshe Y. Vardi: Model checking of safety properties. In: Formal methods in system design Volume 19, No. 3. 2001.